# رودباری
رودباری، روستایی از توابع بخش خزل شهرستان نهاوند در استان همدان ایران است.

## جمعیت
این روستا در دهستان سلگی قرار دارد و براساس سرشماری مرکز آمار ایران در سال ۱۳۸۵، جمعیت آن ۷۹۶ نفر (۱۷۹خانوار) بوده‌است.